# Thyranthrene obliquizona
Thyranthrene obliquizona là một loài bướm đêm thuộc họ Sesiidae. Nó được biết đến ở Zambia.